# Merulana hispida
Merulana hispida är en kräftdjursart som beskrevs av Albert Vandel1973. Merulana hispida ingår i släktet Merulana och familjen Armadillidae. Inga underarter finns listade i Catalogue of Life.